# Danilo (Fußballspieler, 1986)
Danilo (* 12. November 1986 in Sorocaba; mit vollem Namen Danilo Cirino de Oliveira) ist ein ehemaliger brasilianischer Fußballspieler.

## Karriere
Danilo wechselte 2006 vom CA Guaçuano nach Europa zu Pogoń Szczecin. Ein Jahr später wechselte er zum 1. FK Příbram. 2009 schloss Danilo sich für eine Saison dem FC Spartak Trnava an, ehe er zu Honvéd Budapest wechselte. Ende November 2011 absolvierte Danilo beim VfB Stuttgart ein Probetraining.
Ende Januar 2012 wechselte er zum FC Sion, wo er in 13 Spielen ein Tor erzielte. Ende August 2012 verließ er den Verein und unterschrieb einen Vertrag beim ukrainischen Erstligisten Sorja Luhansk. Im April 2015 wurde der Stürmer vom kasachischen Verein FK Aqtöbe verpflichtet. Es folgten weitere Stationen bei Chiangrai United und Dibba al-Fujairah Club, ehe er im Sommer 2017 zu Honved Budapest zurückkehrte. Für Honved spielte er bis Mitte 2019.
Im Juli 2019 unterschrieb er einen Vertrag in Katar beim Muaither SC. Der Club aus Muaither spielt in der zweiten Liga, der Qatari Second Division.